# 王琪 (士兵)
王琪（1939年5月2日—），中国陕西省咸阳人，前中国人民解放军陆军工程兵，参加过1962年中印战争。1963年元旦在边境迷路闯入印度境内，向印度红十字会救护车求救，被印度方面以“非法进入印度领土，威胁印度国家安全”的名义逮捕，关押达七年，直至1969年法院下令释放。此后一直不断向印度政府申请回国，但频频受阻。直到在2017年2月11日才回到故乡。其回国事迹获得多国媒体的关注和报道。

## 家庭背景
1939年5月2日出生，小学就读于临近的乾县薛录镇，初高中随兄长到陕西咸阳就读。毕业后到附近的技校学习打工。1958年左右被陕西省体委招去专门打篮球。1960年修读完测绘后，同年冬赴青海当兵。1961年，其在西宁与母亲、兄长见面。此后再无音讯。直到文革期间，家人才获悉其失踪消息，母亲因为过度思念而卧病不起，最终于1983年去世。

## 在印经历
1962年，中印战争爆发；虽然战争只持续了一个月，但两国关系自此一直非常紧张。1963年1月1日元旦休假，王琪在森林里散步时迷路，直到1月3日遇到印度救护车才得以离开。印度红十字会将其送到印军营地；印度方面还对其拷问，但王琪始终不愿意透露情报，也无意投降。因为战争已经结束，并且两国关系依然紧张，所以王琪无法得到战俘身份，被当成间谍关押起来。到后来，印度政府也一直无法认定王琪的“战俘”身份；而王琪本人也认定自己既没有“投降”，也不是“战俘”。王琪失踪后解放军也出动了飞机进行搜寻，但一直无法找到王琪。解放军方面最终认定其“死亡”，后面其家属才被告知失踪的消息。
王琪在旁遮普邦被当作间谍关押7年之久，直到1969年当地法院下令释放。在监狱里他学会了英语。释放后，王琪对印度官员表达了回国诉求，但印度方面又拐骗他到中央邦与世隔绝的蒂罗迪村。当时，蒂罗迪村还收容着印度政府的异议人士以及中国、巴基斯坦和孟加拉等国人员，媒体称之为“被遗忘的流放地”。王琪到这里才被警察告知自己无法离开印度，也无法获得身份。王琪在当地打工，娶了一个印度妻子，育有两儿两女，学会了印地语；后面还开办了一家商店。期间还曾受到了当地警察的欺凌。王琪长子在28岁时去世，王琪为其治病花光了自己所有的积蓄。
在印度蒂罗迪村还有一名和王琪一样境遇的重庆老兵和王琪是老朋友，但他表示不愿意回国。而且他在中国的家人已经全部去世，只会一点点重庆话，平常交流都是用印地语。他被抓后曾关押了九年之久，期间可能还受到虐待，一度想要自杀。据报道，在印度如王琪一样的老兵远不止一两位。

## 回国歷程

### 寻求回国
自1977年起，王琪就一直向印度各级政府写信申请回国，但这些信都石沉大海。1986年，随着中印关系的改善，王琪的信件才第一次到达家人手里，信中交代了其生活状况，表达了对家人的深切思念。此后，王家兄弟几人一直保持着联系；但直到2008年，王琪才得知母亲已经过世的消息。在家人支持下，侄子王英军于2009年以游客的身份来到印度，第一次拜访了叔叔王琪。在王英军的努力下，王琪得到了办理护照必须的文件。王英军回国后还四方寻求帮助。
在王琪1998年1月15日得到的一份申请文件清单上，王琪所居住的中央邦地区法院用英文详细列出了他应该提交的15份文件。此外，还有一份1990年的印地语申请回国文件清单。对于王琪的不断申请，印度有关部门也有一定回应。2017年2月4日，印度外交部回应，正在确定王琪事件的细节，并研究如何更好处理此事。
2012年，王琪老人向中国驻印度大使馆寻求身份证明的帮助，要求申请中国护照。2013年5月当大使馆为王琪颁发了为期10年的中国护照，但印度依旧没有提供出境许可。期间王琪曾经效力的部队派人到咸阳调查落实王琪一事。

### 媒体介入
2017年1月10日，在BBC印地语记者的帮助下，王琪和哥哥王致远进行了视频通话。2017年1月31日，BBC发布一篇《中国老兵被困印度50年》英文报道，随后国内媒体转发并报道，引发网友热议，中国和印度的两国政府也都开始积极处理此事。在返回中国前，印度地方官员曾经表示愿意帮助提供印度公民身份，但王琪还是拿出中国护照表示拒绝。深圳市龙越慈善基金会理事长孙春龙在3日表示王琪回国的所有费用都可由基金会承担。2017年2月4日大年初八，中国驻印度大使罗照辉向王琪打来电话表达慰问，王琪在电话中表达了想快回国的心愿。王琪的妻子苏世拉和小儿子维欣努·王都表示愿意和王琪到中国定居。印度方面终于于2月10日给予王琪离境许可。老人儿子的一家三口和老人的一个女儿也已获得两年期的印度护照和中国签证，但他生病的妻子没有一同前往。

### 回乡探望
2017年2月10日王琪抵达新德里；2月11日中午11时38分，王琪一行抵达北京首都机场，有北京市民自发前去迎接；下午17时43分，抵达咸阳机场。离印前，王琪曾到大使馆致谢，大使馆人员全场陪伴，为其接驾。其亲人和同学都在机场迎接他，王琪“一口老陕话还是比较标准的”，一口气吃了七碗手擀面，一旁的儿子也吃了三碗。老人从印度回国后有些水土不服，血压不稳定。由于生活习惯不同，印度家人的饮食和卫生都成很大问题。3月5日，回老家上坟祭祖。王琪一行于5月10日返回印度，没有媒体送行。回到印度后，王琪说是否留在中国将由妻子决定。

### 决意归还
2017年9月王琪再次回到中国。尽管他的家人都在印度等待中国政府的安排，但他的儿子维欣努向印度媒体表示父亲不会回到印度。此前与王琪一起在印度的战友已经去世。回到印度后他的妻子也最终因病去世。王琪老家村里的村干部承诺如果王琪留下，则可以获得和其他村民一样的宅基地；陕西省政府也有相关优抚待遇。针对他在军队里的死亡记录，尽管有人质疑他在中印战争结束后的撤退中当了逃兵，但军方经过调查还是采信了王琪的说法。2018年1月，王琪还向大使馆提出向印度索取“适当赔偿”，以补偿他这些年在印度所遭遇的“酷刑”；他还向政府申请了退休福利。其家人在采访中还就洞朗对峙局势表达了担忧。
2019年，王琪打算回到印度探亲，但印度官员迟迟不批准他续签印度签证。

### 资料
1. ↑  . www.xinhuanet.com.   [2018-05-18]. （原始内容存档于2018-05-18）.
2. 1 2 3  . BBC News. 2017-01-31  [2018-05-19]. （原始内容存档于2018-05-20） （英国英语）.
3. 1 2 3 4 5 6 7 8 9  WaBird, 中国网! Designed by. . henan.china.com.cn.   [2018-05-18]. （原始内容存档于2017-04-29）.
4. 1 2  . 早报. 2017-02-12  [2018-05-18]. （原始内容存档于2017-02-27） （英语）.
5. 1 2 3  . The Times of India.   [2018-05-18]. （原始内容存档于2017-09-08）.
6. 1 2 3 4  . The Times of India.   [2018-05-18]. （原始内容存档于2018-05-18）.
7. 1 2  . news.sohu.com.   [2018-05-18]. （原始内容存档于2017-05-14）.
8. 1 2 3 4 5  网易. . news.163.com.   [2018-05-18]. （原始内容存档于2018-05-18）.
9. ↑  . BBC 中文网. 2017-02-01  [2018-05-18]. （原始内容存档于2017-10-28） （英国英语）.
10. ↑  . BBC 中文网. 2017-01-31  [2018-05-18]. （原始内容存档于2017-01-31） （英国英语）.
11. ↑  网易. . news.163.com.   [2018-05-18]. （原始内容存档于2017-02-13）.
12. ↑  . 北晚新视觉网. 2017-02-11  [2018-05-19]. （原始内容存档于2018-05-20）.
13. 1 2 3  . The Times of India.   [2018-05-18]. （原始内容存档于2018-05-18）.
14. 1 2  . BBC 中文网. 2017-02-10  [2018-05-18]. （原始内容存档于2018-01-11） （英国英语）.
15. 1 2 3 4  . BBC 中文网. 2017-02-11  [2018-05-18]. （原始内容存档于2017-08-24） （英国英语）.
16. 1 2  网易. . news.163.com.   [2018-05-18]. （原始内容存档于2017-02-13）.
17. ↑  姜晨. . www.gov.cn.   [2018-05-18]. （原始内容存档于2017-04-29）.
18. 1 2  . The Independent. 2017-02-12  [2018-05-19]. （原始内容存档于2018-05-20） （英国英语）.
19. 1 2  . www.sohu.com. 2017-05-10  [2018-05-19]. （原始内容存档于2018-05-20）.
20. 1 2  . The Times of India.   [2018-05-19]. （原始内容存档于2018-06-14）.
21. 1 2  网易. . news.163.com.   [2018-05-18]. （原始内容存档于2018-02-12）.
22. ↑  . The Wire.   [2018-05-19]. （原始内容存档于2018-05-20）.
23. ↑  chinanews. . www.chinanews.com.   [2018-05-18]. （原始内容存档于2017-03-11）.
24. ↑  . news.sina.com.cn.   [2018-05-18]. （原始内容存档于2017-02-15）.
25. ↑  陈蓉. . china.huanqiu.com.   [2018-05-19]. （原始内容存档于2018-05-19） （英语）.
26. ↑  Aneja, Atul. . The Hindu. 2017-02-19  [2018-05-19]. ISSN 0971-751X. （原始内容存档于2020-11-12） （英语）.
27. ↑  . 2019-08-29  [2021-12-12]. （原始内容存档于2021-12-12）.